# Günter Tembrock
Günter Tembrock (* 7. Juni 1918 in Berlin; † 26. Januar 2011 ebenda) war ein deutscher Zoologe, Verhaltensforscher und Autor. Er gründete 1948 in Berlin die erste deutsche Forschungsstätte für Ethologie und galt als der bedeutendste Forscher auf dem Gebiet der Verhaltensbiologie in der DDR. Populär wurde er in der DDR in den 1980er-Jahren unter anderem mit seiner Fernsehsendung „Rendezvous mit Tieren“ und mit der Schallplattenreihe „Die Stimmen der Vögel Mitteleuropas“, die in sechs Teilen seit Anfang der 1970er-Jahre beim Plattenlabel Eterna erschien.

## Werdegang
Günter Tembrock studierte ab dem 1. November 1937 in Berlin Zoologie, Anthropologie und Paläontologie. 1941 wurde er mit einer Doktorarbeit über die Evolution des Höckerstreifen-Laufkäfers (Carabus ullrichii) promoviert: „Es war eine der ersten biosystematischen Arbeiten, die auf den Erkenntnissen der sich damals formierenden Synthetischen Theorie der Evolution fußte.“ Sämtliche Unterlagen seiner Doktorarbeit verbrannten kurz darauf bei einem Luftangriff, und auch der gesamte Jahrgang 1944 der Deutschen Entomologischen Zeitschrift, der die Doktorarbeit enthalten hatte, wurde in den Kriegswirren vernichtet. Erst 60 Jahre später, zu seinem 85. Geburtstag, wurde im Jahr 2004 auf Basis einer zufällig wieder aufgefundenen Korrekturabschrift eine Neuausgabe – als Sonderausgabe der Deutschen Entomologischen Zeitschrift – gedruckt.
Gegen starke Strömungen, die verhindern wollten, dass die damals noch Tierpsychologie genannte Forschung als ernsthafte Wissenschaft anerkannt wurde, setzte Tembrock 1948 in Ost-Berlin die Gründung einer Forschungsstätte für dieses biologische Fachgebiet durch. Sie gilt als die erste ethologische Forschungsstätte in Deutschland. Hintergrund der Widerstände war unter anderem, dass die politische Führung der im Entstehen begriffenen DDR sich eher an den Erkenntnissen der Reflex-Forscher (zum Beispiel an Iwan Petrowitsch Pawlow) orientierte, ferner an ideologisch motivierten Thesen zur Genetik, wie sie der sowjetische Biologe Trofim Denissowitsch Lyssenko vertrat; daher gab es seinerzeit größte Schwierigkeiten, angeborene Mechanismen (vergl. AAM) im Sinne der Ethologie zu postulieren und zu erforschen. In einem Interview mit der Wochenzeitschrift „Die Zeit“ sagte Tembrock 1996: „Genetische Vorherbestimmung des Verhaltens passte nicht ins politische Weltbild.“ Daher konnte Tembrock auch seine Vorreiterrolle in der deutschen Verhaltensforschung der Nachkriegszeit nicht auskosten, die erste Einrichtung für Verhaltensbiologie Deutschlands geschaffen zu haben (Konrad Lorenz befand sich 1948 noch in sowjetischer Kriegsgefangenschaft): Tembrock durfte nicht mehr reisen und hatte daher kaum noch direkten Kontakt zu ausländischen Forschern.
Von 1937 bis zu seinem Tod war Tembrock ohne Unterbrechung Angehöriger der Alma Mater Berolinensis (seit 1949: Humboldt-Universität). Nach seiner Habilitation (1955) mit einer Arbeit „Zur Ethologie des Rotfuchses unter besonderer Berücksichtigung der Fortpflanzung“ wurde Günter Tembrock zunächst Professor mit Lehrauftrag an der Humboldt-Universität (1961) und später dort Lehrstuhlinhaber für Verhaltensphysiologie (1969). Er arbeitete an dieser Hochschule auch nach seiner Emeritierung (1983) beinahe täglich in seinem Büro an seinen Forschungen und Publikationen weiter. Im Jahr 1965 wurde er zum Mitglied der Leopoldina gewählt, und 1975 wurde er zum korrespondierenden Mitglied der Akademie der Wissenschaften der DDR gewählt.
In den frühen 1980er-Jahren begründete Tembrock zusammen mit Karl-Friedrich Wessel, Hans-Dieter Schmidt und Günter Dörner das Forschungsprojekt „Biopsychosoziale Einheit Mensch“. Gemeinsam entwickelten sie ein theoretisches Modell und einen kritischen Ansatz für die interdisziplinäre Forschung in den Humanwissenschaften und begründeten damit eine neue Disziplin, die Humanontogenetik.
Neben zahlreichen Fachaufsätzen und verhaltenskundlichen Büchern zu motivierten Handlungen, zur Verhaltensentwicklung in Ontogenese und Phylogenese, zur Biokommunikation und zur Chronobiologie baute er in Berlin das größte Tierstimmenarchiv Europas auf, das mehr als 110.000 Aufnahmen von hunderten Tierarten umfasst. Auf Günter Tembrock geht auch die Bezeichnung Bioakustik zurück, die er 1959 in seinem ersten Buch über Tierstimmen von der englischen Bezeichnung biological acoustics ableitete.
Günter Tembrock war regelmäßiger Gast der einzigen Live-Talkshow des Fernsehens der DDR, Das Professorenkollegium tagt.

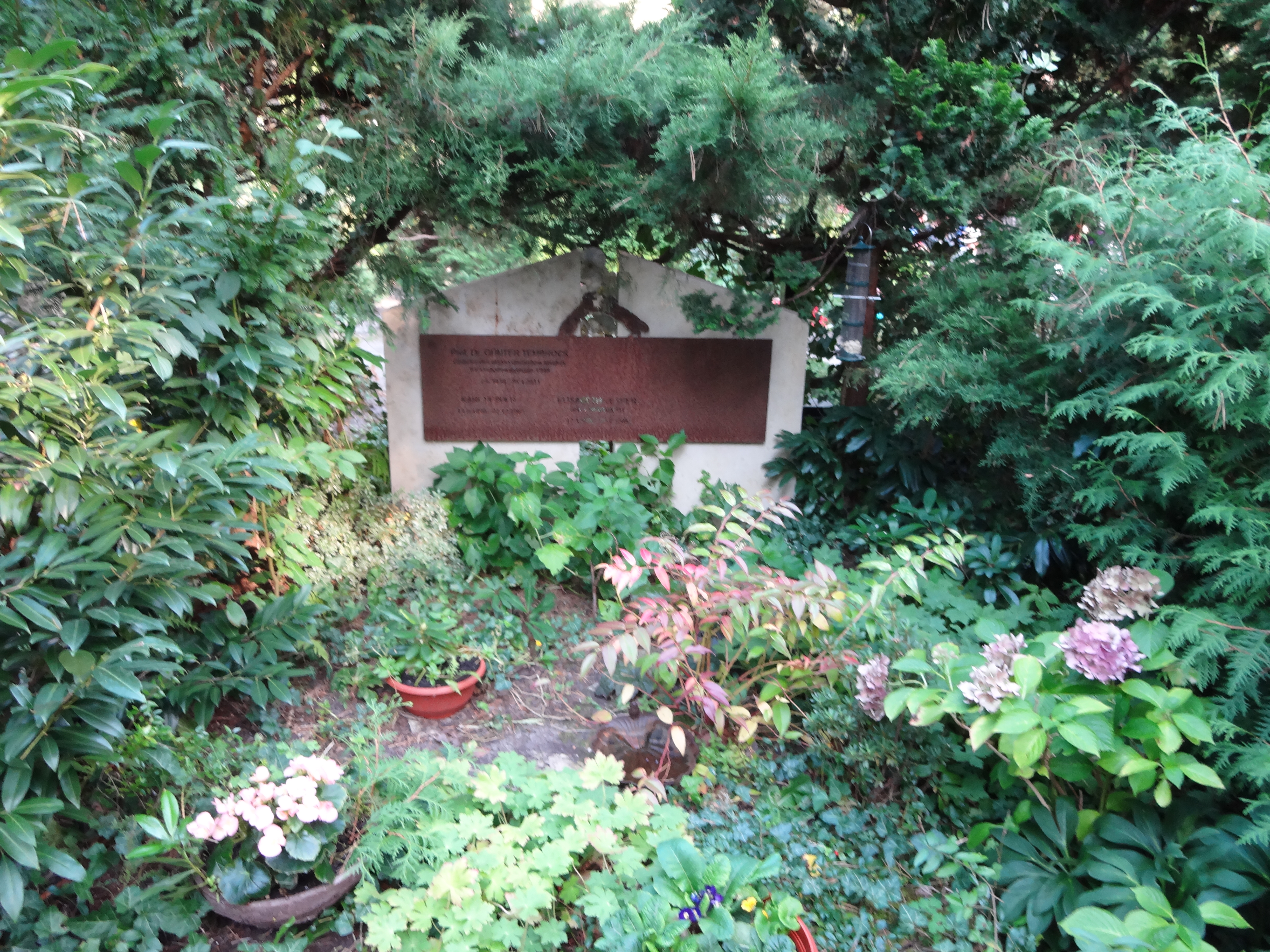
Grabstätte

2007 wurde ihm die erste Humboldt-Universitätsmedaille verliehen. Günter Tembrock starb nach mehrmonatiger Krankheit am 26. Januar 2011 in Berlin. Er ist auf dem Waldfriedhof Dahlem bestattet.

## Schriften (Auswahl)
- Angst. Wissenschaftliche Buchgesellschaft, Darmstadt 2000, ISBN 3534140966.
- Akustische Kommunikation bei Säugetieren. Die Stimmen der Säugetiere und ihre Bedeutung. Wissenschaftliche Buchgesellschaft, Darmstadt 1996, ISBN 3534123530.
- Verhaltensbiologie. G. Fischer, 2. bearb. Aufl. 1992, ISBN 3825216640.
- Zur Geschichte der Verhaltensbiologie seit 1945. In: Wissenschaftsentwicklung von 1945 bis zur Gegenwart. Hrsg. v. Günter Wendel. Ostberlin 1985. (teilweise autobiographischer Inhalt)
- Grundriß der Verhaltenswissenschaften. Eine Einführung in die allgemeine Biologie des Verhaltens. Jena 1968. (BRD-Lizenzausgabe Stuttgart 1968, 3. überarb. Aufl. 1980: Stuttgart (Fischer). ISBN 3-437-20231-6)
- Verhaltensbiologie unter besonderer Berücksichtigung der Physiologie des Verhaltens. Fischer, UTB 693, Stuttgart 1978, ISBN 3-437-20175-1.
- Tierstimmenforschung. Eine Einführung in die Bioakustik. Die Neue Brehm Bücherei 250, Magdeburg 1977.
- Biokommunikation. Informationsübertragung im biologischen Bereich. Akademie-Verlag, Berlin 1971.
- Zur Strukturanalyse des Kampfverhaltens bei Vulpes. In: Behaviour. Band 19, 1962, S. 261–282.
- Spielverhalten beim Rotfuchs. In: Zool. Beitr. Berlin. Band 3, 1958, S. 423–496.
- Zur Ethologie des Rotfuchses unter besonderer Berücksichtigung der Fortpflanzung. In: Zool. Garten Leipzig. Band 23, 1957, S. 289–532.
- Tierpsychologie. Verlag A. Ziemsen, Wittenberg 1956.

## Belege
1. ↑  Rolf Löther in einer Würdigung der Leibniz-Sozietät
2. ↑  Mitgliederverzeichnis: Günter Tembrock. Auf: leopoldina.org, zuletzt abgerufen am 11. April 2022.

| Personendaten    | Personendaten                                    |
| ---------------- | ------------------------------------------------ |
| NAME             | Tembrock, Günter                                 |
| KURZBESCHREIBUNG | deutscher Verhaltensforscher und Hochschullehrer |
| GEBURTSDATUM     | 7. Juni 1918                                     |
| GEBURTSORT       | Berlin                                           |
| STERBEDATUM      | 26. Januar 2011                                  |
| STERBEORT        | Berlin                                           |